# Mycalesis kenia
Mycalesis kenia är en fjärilsart som beskrevs av Alois Friedrich Rogenhofer 1891. Mycalesis kenia ingår i släktet Mycalesis och familjen praktfjärilar. Inga underarter finns listade i Catalogue of Life.